# Лавинија Фонтана
Лавинија Фонтана итал. Lavinia Fontana, (р. 24. августа 1552. у Болоњи – у. 11. августа 1614 у Риму.) била је болоњска сликарка манириста најпознатија по својим портретима. Обучавао ју је отац Просперо Фонтана који је такође био сликар. Била је активна у Болоњи и Риму. Сматра се првом умјетницом која је остварила каријеру у Западној Европи јер је живјела од прихода своје умјетности. Издржавала је своју породицу од сликарства, а њен супруг је био њен агент и преузео на себе одговорност одгајања њихове једанаестеро деце. Она је можда била прва жена уметница која је сликала женски акт, али ово је тема о којој историчари још увијек воде расправе.